# Atlas Catalão

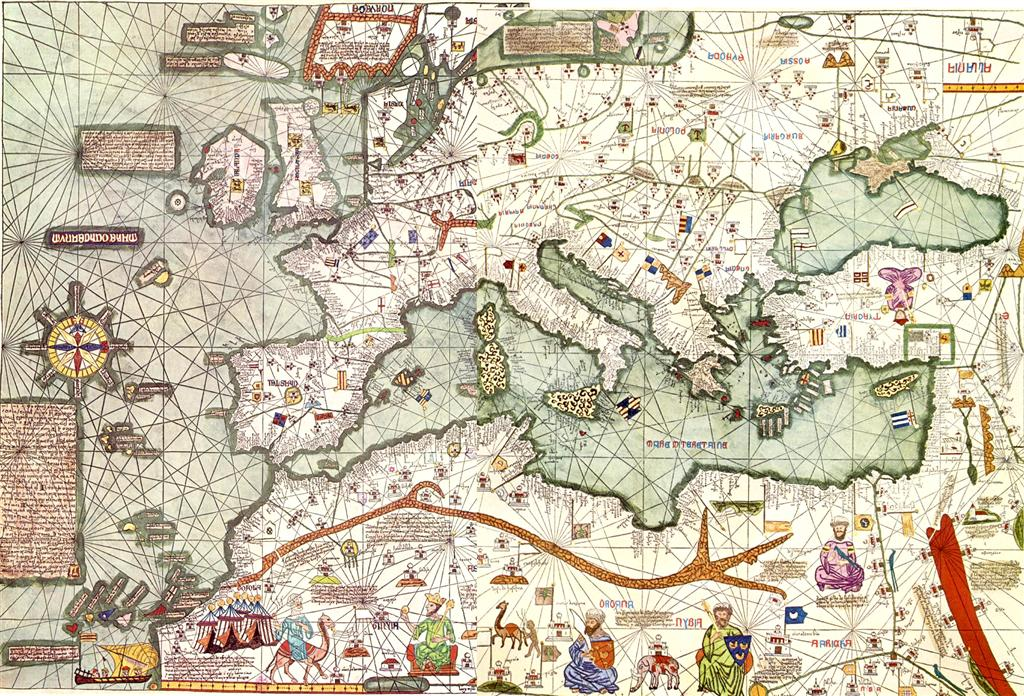
Pormenor do Atlas Catalão (c. 1375).

O Atlas Catalão é um atlas medieval atribuído ao judeu maiorquino Abraão Cresques. Embora nenhum dos portulanos que o compõem esteja assinado ou datado, estima-se a data aproximada de produção em torno de 1375 pelo registo que figura no calendário que o acompanha.
É o primeiro atlas conhecido que incorpora uma rosa dos ventos em sua ilustração, sendo um dos mais importantes no acervo da Biblioteca Nacional de França (Paris).

## História
Não se pode afirmar que Cresques seja o autor do Atlas Catalão, apesar de estar documentado que, nesta mesma época elaborou diversos portulanos e que os reis de Aragão os ofereciam como presentes. Concretamente, e com referência ao próprio Atlas, está documentado que em novembro de 1381, o infante João, duque de Gerona e primogénito de Pedro IV de Aragão, quis oferecer um presente ao novo rei da França, o jovem Carlos VI e decidiu enviar-lhe um mapa-múndi da sua propriedade que estava depositado nos arquivos de Barcelona. Para este fim, mandou chamar o autor do documento, o judeu Cresques ("Cresques lo juhueu qui lo dit mapamundi a fet"), e ao filho dele, Jehuda Cresques, para que lhe facilitassem todas as informações úteis que seriam transmitidas ao rei da França, tendo lhes pago 150 florins de ouro de Aragão e 60 livras maiorquinas.

## Características
Trata-se de um conjunto de mapas do mundo então conhecido, numa óptica centrada no mar Mediterrâneo, que permite uma visão sinóptica de todo o mundo conhecido em finais do século XIV. As características aproximadas do atlas são: seis lâminas dobradas pela metade, cada uma colada sobre tábuas de madeira. Cada lâmina tem umas dimensões de 65 x 50 cm, o que lhe dá uma envergadura total de 65 x 300 cm.

### Primeira folha: Cosmografia

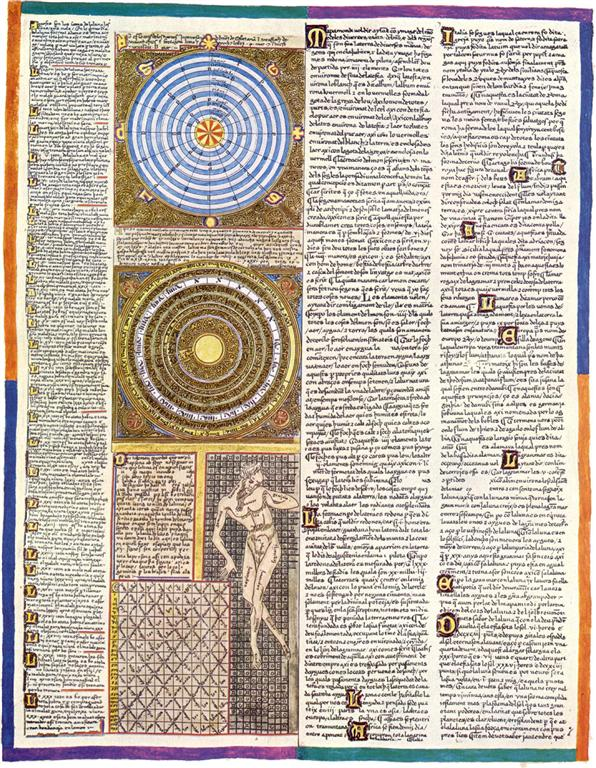
Atlas Catalão: primeira folha.

A obra começa com um resumo dos trinta dias de um mês lunar e dois diagramas circulares. O primeiro incorpora uma rosa dos ventos para calcular a maré alta durante a lua cheia. O outro, acredita-se que dispunha de um indicador móvel, que permitia o cálculo das festas movíveis do ano: Carnaval, Páscoa e Pentecostes.
Encontra-se a seguir, uma anatomia médico-astrológica, com uma tabela para encontrar a lua no zodíaco. Nesta segunda tabela há um texto extenso sobre a Terra, a sua origem, dimensões e a interpretação de alguns fenómenos naturais.
À Terra, esférica, é atribuída uma circunferência máxima de 180.000 estádios, uns 4.000 quilómetros por baixo da cifra real (por volta de 40.000 km).

### Segunda folha: Calendário

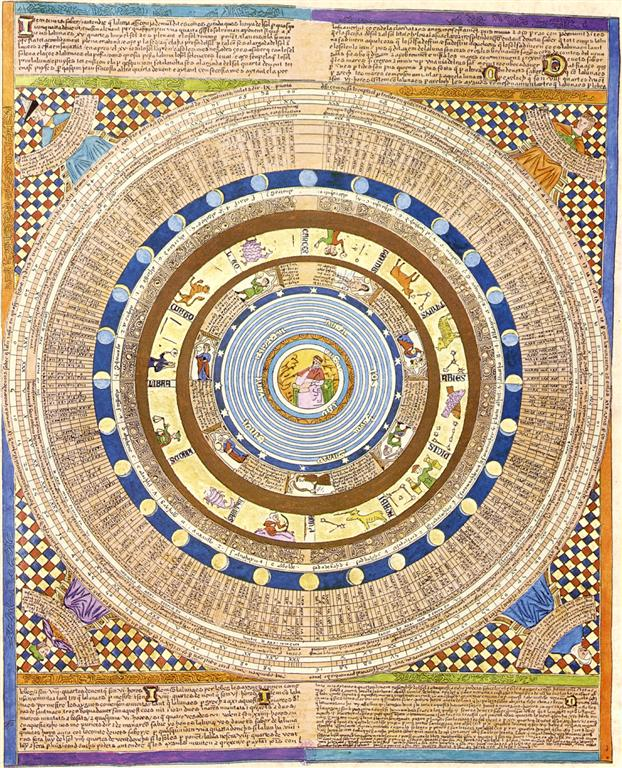
Atlas Catalão: segunda folha.

Nesta folha encontram-se dois grandes calendários, um solar e outro lunar, rodeados pelas quatro estações do ano.
Ao lado dos calendários encontram-se dados astronómicos baseados no modelo geocêntrico de Ptolemeu, que não deixam de ser um estudo da cosmografia científica da época. A humanidade sobre a Terra, encontra-se rodeada pelos três elementos básicos, o ar, a água e o fogo. Nos sucessivos anéis azuis podem-se encontrar a Lua, Mercúrio, Vénus, o Sol, Marte, Júpiter e Saturno, e o firmamento com dezoito estrelas. O seguinte círculo contém alegorias clássicas destes astros: o Sol é o rei, Vénus é uma dama, etc, terminando com um Marte guerreiro.
A seguir podem-se encontrar os nomes e os símbolos das doze divisões do Zodíaco. De seguida as fases da lua, com a lua nova a norte, a lua cheia a sul, lua minguante a leste  e lua crescente a oeste. Esta composição é um lembrete da importância da primeira lua nova da Primavera e da sua relação com o primeiro mês sagrado dos judeus.
A precisão e o cuidado empregado para marcar as estações pode-se ver neste exemplo; a Primavera, no ângulo NE, é colocada entre Áries e Câncer, os correspondentes signos lunares de Alnath e Albatra, e inclui três divisões XXX, que correspondem a Áries, Tauro e Gêmeos, num quadrante de noventa graus.

### Terceira e quarta folhas: Fisterra e o Mediterrâneo
Estas folha compreendem todo o mundo conhecido no século XIV de 10º a 60 de latitude norte.
Na "Mar Océana" encontram-se todas as ilhas conhecidas e pontos de referência, por um desejo explícito do príncipe João. Assim, na ilha de Tenerife pode-se apreciar um ponto branco, que representa o Teide.
A representação da linha de costa do Mediterrâneo está muito cuidada, fato que reflete a hegemonia da Coroa de Aragão naquele período, com colônias marítimas e relações de vassalagem nas três penínsulas, bem como o domínio das ilhas, das Baleares ao Chipre.
Uma das características da escola cartográfica maiorquina é a presença de muitas bandeiras e lendas com dados físicos, econômicos e demográficos de grande interesse. Às vezes ficavam também anotadas tradições literárias, como no caso das  ilhas Afortunadas (Canárias) e as fábulas sobre o seu ouro.

Atlas Catalão: terceira e quarta folhas, à esquerda.

A rosa dos ventos deste mapa é à primeira vista numa representação cartográfica. Contém as trinta e duas direções e o nome dos oito ventos principais, fato que denota o domínio por parte dos Cresques dos instrumentos náuticos. Este modelo de trinta e duas direções e oito ventos foi o protótipo conservado até o nossos dias: o norte é o norte magnético, com 10 de desvio para leste .
A continuidade no traçado de rumos N-S e L-O permite observar uma rede de rumos misturada com as coordenadas retangulares. A distância entre os paralelos reduz-se para o Polo norte e o Equador, recordando uma projeção de Lambert.
O primeiro rumo N-S cruza a ilha de El Hierro, avançando a recuperação da tradição de Ptolemeu. É preciso recordar que em 1634, os matemáticos mais eminentes da Europa, reunidos em Paris, adotaram como meridiano original precisamente o da ilha de El Hierro.
Finalmente, na rosa dos ventos, o norte e o leste  estão indicados com símbolos. Há uma representação da Estrela Polar no norte, e, numa singularidade, vê-se uma estilização de uma cruz que recorda o candelabro sagrado dos judeus, a menorá. Procurando este símbolo em outros mapas do mesmo período, puderam ser identificar outros trabalhos anônimos dos Cresques.
Os nomes geográficos estão escritos perpendicularmente em relação à costa, Os nomes do hemisfério sul estão escritos numa direção e os do norte em outra. As cidades cristãs estão diferenciadas das muçulmanas por uma cruz. A única exceção é Granada, que contém a cruz mas apresenta uma bandeira com inscrições arábicas, numa possível alusão à vassalagem dos nacéridas à Coroa de Castela.
A cor dos acidentes orográficos é o ocre, e em caso de vegetação passa a ser verde. Assim, os fiordes noruegueses e a cordilheira do Atlas são de cor ocre, enquanto os Pirenéus são verdes.
As bacias hidrográficas e rios estão representados em cor verde, O rio Nilo, segundo a tradição, nasce num lago do oeste, fato baseado na confusão com o rio Níger.

### Quinta folha: Mapa de Deli

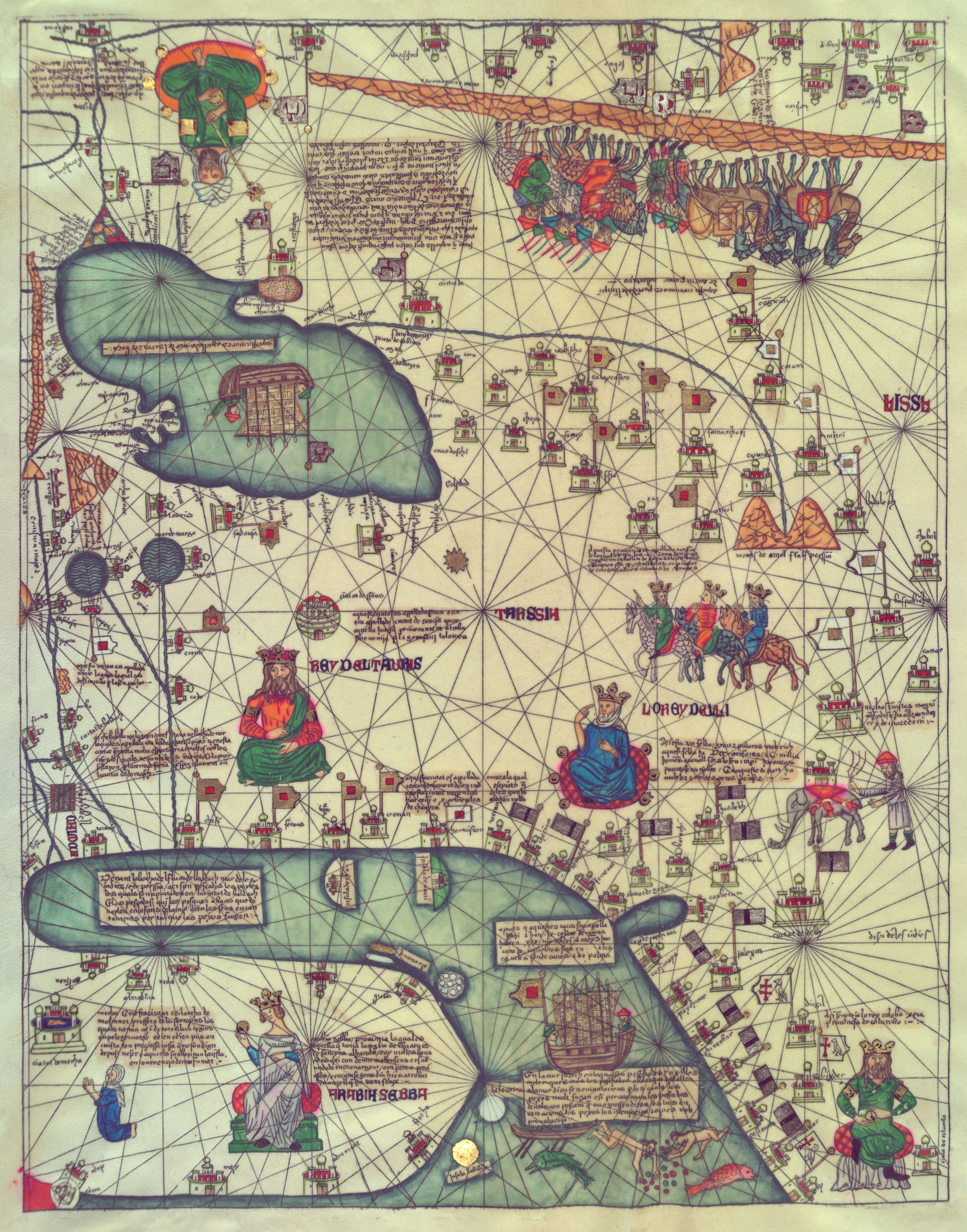
Atlas Catalão: quinta folha.

Seguindo para oeste o terceiro mapa começa com o curso baixo do rio Volga e as suas características bocas ao mar Cáspio. O Cáucaso, o rio Eufrates e a península Arábica completam, de norte a sul, a geografia de identificação imediata deste mapa.
O rio Amu Dária flui para o mar de Aral desde o seu nascimento na cordilheira de Pamir. Para o sul, Deli chama a atenção, com o sultão que governou a Índia de 1206 a 1320. A maioria dos nomes desta região provêm da viagem de Marco Polo.
A cordilheira do norte, na qual se aprecia a caravana da Rota da Seda de caminho para Catai, corresponde às montanhas asiáticas do Tian Shan. Todas as linhas da costa estão feitas com um traço contínuo e com menos pormenor, fato que denota um conhecimento mais continental que marítimo do setor.
Entre as cidades mais destacadas por explicações e importância está a Meca. Outras cidades significativas são Bagdá, Samarcanda e Astracã, que são as respetivas rotas sul, central e norte para Pequim. No limite deste mapa, ao SO da Índia encontra-se representada Colombo, na ilha do Ceilão. Dado que em 1173 Benjamim de Tudela viajou para estas terras para conhecer as comunidades judaicas, é provável que os Cresques tivessem acesso a dados desta viagem, bem como aos escritos do missionário Jordanus de 1340.
As ilhas identificáveis do golfo Pérsico e do golfo de Áden são as ilhas de Ormuz e Socotorá.

### Sexta folha: Mapa de Catai

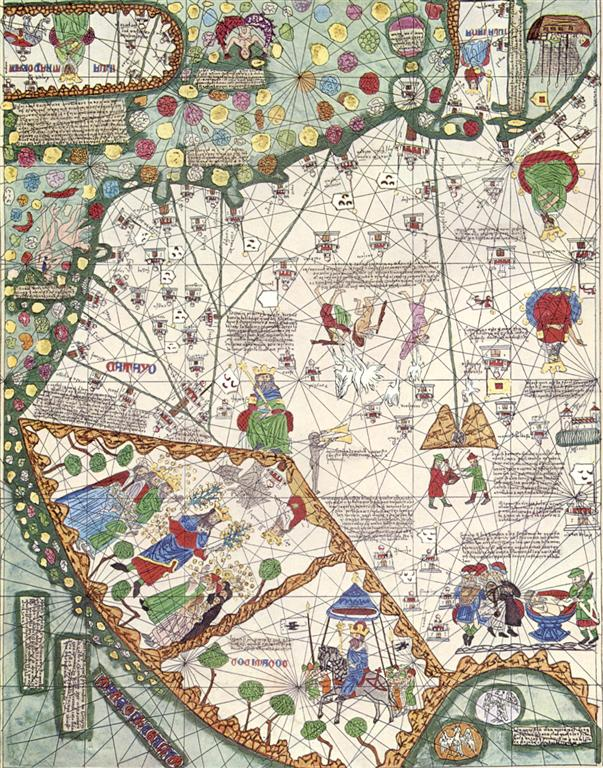
Atlas Catalão: sexta folha.

A falta de informação geográfica fica compensada por uma rica ornamentação, enchendo assim a sensação de vazio e alimentando ao mesmo tempo a curiosidade dos humanos da Idade Média a respeito das fabulosas e enormes terras do Catai.
A orografia e a hidrografia não são as típicas representações de outros mapas, mas contribuem para estruturar os espaços. As cidades são a informação cartográfica mais relevante, sendo a mais importante Cambalique (a atual Pequim). Também se encontram os portos mais importantes da costa.
O rio Indo marca o limite de Catai, tal qual recolhia a tradição, nasce num grande vale de montanhas numa possível alusão ao Himalaia.
No oceano Indico encontram-se duas grandes ilhas, Iana, numa possível alusão a Java e Trapobana que seguramente alude a Ceilão.
É nomeada a riqueza do restante das ilhas, bem como o seu número, 7548. Marco Polo anotara 7459. A 14 de novembro de 1492 Cristóvão Colombo disse: "estas ilhas são aquelas sem numerar que no mapa-múndi estão situadas nos confins do leste" e quando encontrou a ilha de Cuba disse: "Encontrei-a tão grande, que pensei que poderia ser a terra seca da província de Catai".